# Elena Lucrezia Corner
Elena Lucrezia Corner Piscopia, (pronuncia: Cornèr Piscòpia), con il cognome italianizzato spesso in Cornaro (Venezia, 5 giugno 1646 – Padova, 26 luglio 1684), è stata un'erudita e filosofa italiana, ricordata da alcune fonti come la prima donna a ottenere una laurea al mondo. Secondo varie altre fonti, però, altre donne hanno ottenuto una laurea in epoche precedenti a Elena Corner. Tra le più note Bettisia Gozzadini, dottoressa in diritto canonico a Bologna nel 1236, Costanza Calenda, dottoressa in medicina a Napoli nel 1422, Isabella Losa, dottoressa in teologia a Cordova nel XVI secolo e Juliana Morell, suora dominicana dottorata nel 1608 ad Avignone.

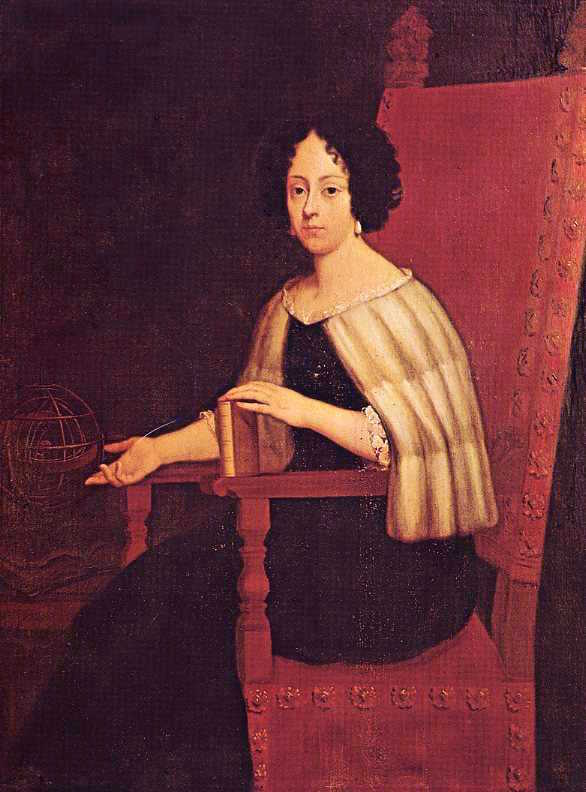
Sconosciuto, Ritratto di Elena Lucrezia Cornaro Piscopia, XVIII secolo

Figlia di un nobile della Repubblica di Venezia che ne favorì in tutti i modi l'educazione, a diciannove anni prese i voti come oblata benedettina, proseguendo gli studi di filosofia, teologia, greco, latino, ebraico e spagnolo. Ormai nota agli studiosi del tempo, a partire dal 1669 fu accolta in alcune delle principali accademie dell'epoca. Quando il padre chiese che la figlia potesse laurearsi in teologia all'Università di Padova, il cardinale Gregorio Barbarigo si oppose duramente, in quanto riteneva "uno sproposito" che una donna potesse diventare "dottoressa", perché avrebbe significato «renderci ridicoli a tutto il mondo».
Nel 1678, a 32 anni, ottenne finalmente la laurea, conseguita però in filosofia e non in teologia, come avrebbe voluto. Non poté, in quanto donna, esercitare l'insegnamento. Questo traguardo non rappresentò una spinta alla parità del diritto allo studio per le donne; si sarebbe dovuto aspettare fino al 1732 per la laurea in Italia di un'altra donna, la fisica bolognese Laura Bassi.

Stemma araldico della famiglia Corner.

## Biografia

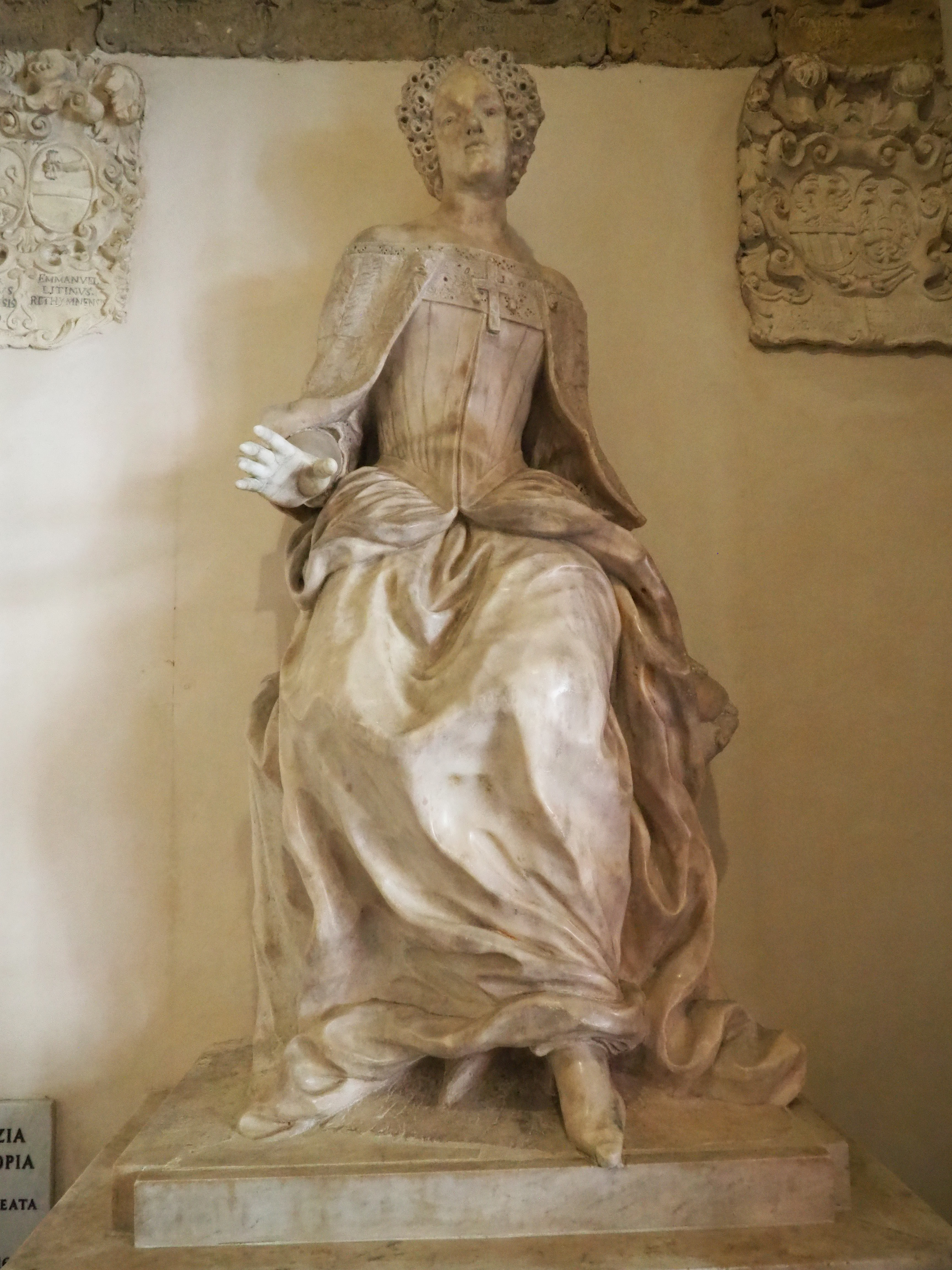
Monumento del 1689 dello scultore Bernardo Tabacco, conservata presso l'università a Palazzo del Bo a Padova

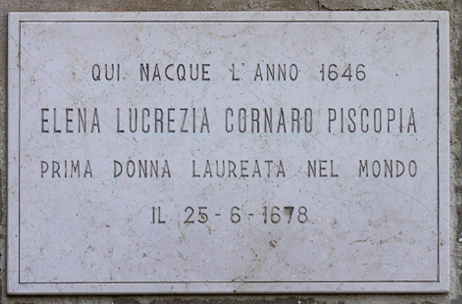
Casa natale di Cornaro Piscopia, Calle Carbon

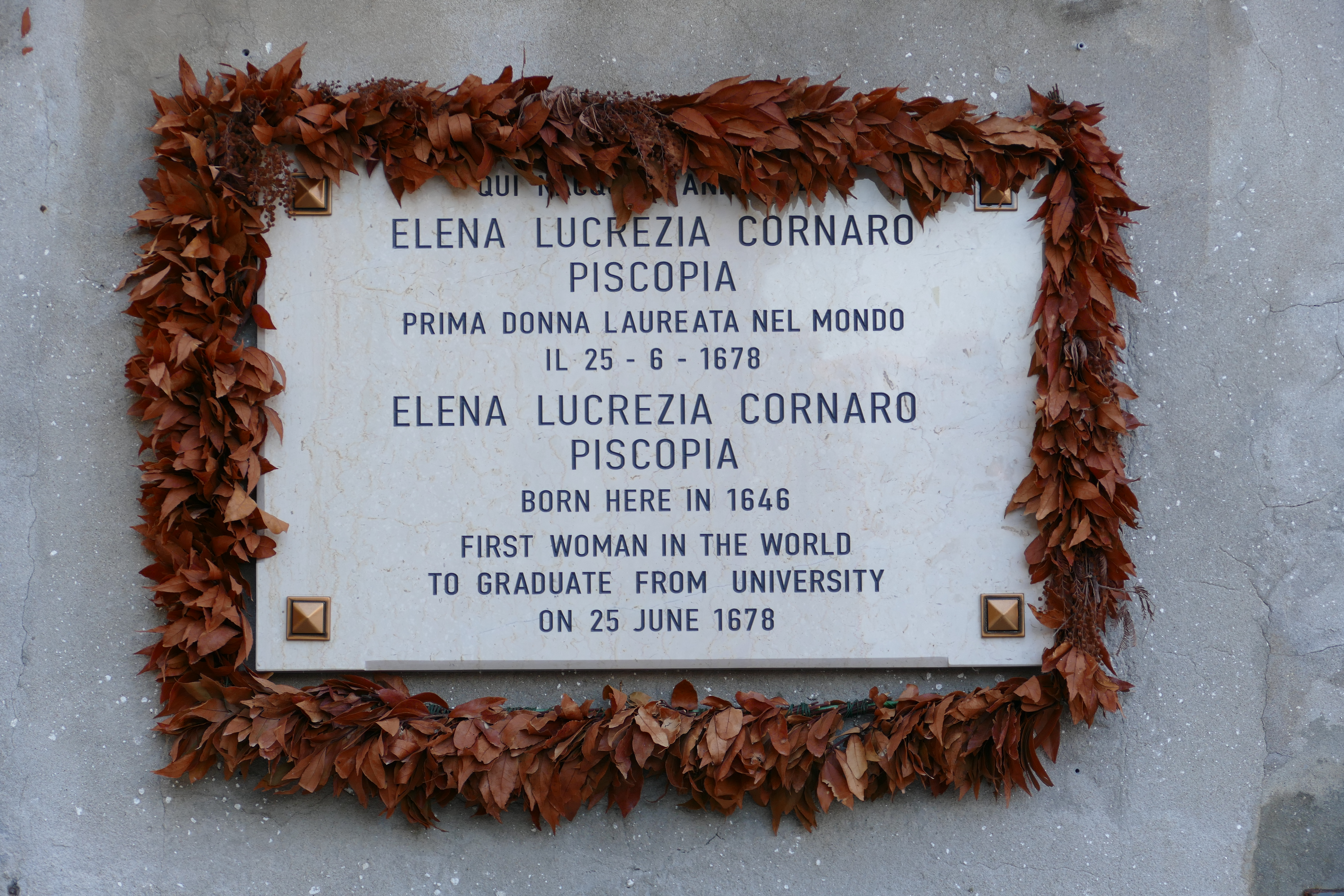
Lapide memoriale del 2021, situata sulla facciata laterale di Ca' Loredan

Elena fu la quinta dei sette figli di Giovan Battista Corner e di Zanetta Boni. Il padre, appartenente a una delle più importanti famiglie del patriziato veneziano, ebbe con Zanetta, donna di umilissime origini, una lunga relazione, durante la quale nacquero tutti i loro figli che furono sempre legittimati alla nascita, ma la coppia si sposò soltanto nel 1654. A causa delle origini della madre, i due giovani maschi Francesco e Girolamo non poterono essere iscritti nel Libro d'oro della nobiltà fino al 1664, quando il padre ottenne il sospirato riconoscimento pagando 105.000 ducati.
L'antica famiglia era da secoli estranea alle maggiori magistrature della Repubblica di Venezia, ma le restava il prestigio del nome, del patrimonio e della cultura. Tra i parenti di Giovan Battista spiccavano i nomi del trisnonno Alvise, celebre scrittore e mecenate, del nonno Giacomo Alvise Corner, uno scienziato amico di Galilei, del padre Girolamo, studioso di fisica e dello zio Marcantonio, che aveva creato un'importante biblioteca e una collezione di quadri e di strumenti scientifici.
Probabilmente Giovan Battista, quando si accorse delle qualità della figlia, ne favorì in tutti i modi la crescita culturale e il successo pubblico: era infatti del tutto straordinario che a quel tempo una donna emergesse nel campo degli studi e una tale eccezione avrebbe contribuito a dare ancor più lustro al nome della famiglia. La stessa Elena sembrò esser consapevole del pur «vano compiacimento» mostrato dal padre, ma non volle deluderlo, per quanto ella non intendesse acquisire un'erudizione da sfoggiare in salotti ed accademie.
A testimonianza della sua inclinazione a un'esistenza appartata, nel 1665 si fece oblata benedettina, una scelta che appare un compromesso con la sua vocazione religiosa: in questo modo, pur osservando la regola dell'Ordine, poté evitare la reclusione monastica e frequentare quel mondo secolare nel quale trovare la libertà e i mezzi per continuare i propri studi.
Il padre volle assicurarle la migliore istruzione: suoi insegnanti di greco furono fino al 1668 Giovan Battista Fabris, parroco della chiesa di San Luca, e in seguito Alvise Gradenigo, bibliotecario della Marciana che aveva vissuto a lungo a Candia; il canonico di San Marco Giovanni Valier le impartì lezioni di latino. Forse fu il gesuita Carlo Maurizio Vota a impartirle nozioni di scienze e Carlo Rinaldini, cattedratico a Pisa e poi a Padova, la istruì nella filosofia. Apprese anche l'ebraico e lo spagnolo dal rabbino Shemel Aboaf e la teologia da Felice Rotondi, che divenne poi docente nello Studio di Padova.
Ormai nota tra gli studiosi italiani per la sua erudizione, la Corner fu accolta nel 1669 nell'Accademia dei Ricovrati di Padova e successivamente nelle accademie degli Infecondi di Roma, degli Intronati di Siena, degli Erranti di Brescia e in quelle dei Dodonei e dei Pacifici di Venezia. La sua fama si estese anche all'estero: il cardinale Federico d'Assia-Darmstadt la consultò nel 1670 su problemi di geometria solida; da Ginevra Louise de Frotté, nipote del celebre medico Théodore de Mayerne, invitò nel 1675 Gregorio Leti a inserire la Cornaro nella sua raccolta di biografie di personaggi celebri L'Italia regnante; nel 1677 il cardinale Emanuele de Bouillon la fece esaminare dai due eruditi Charles Caton de Court e Ludovic Espinay de Saint-Luc, che ne rimasero ammirati.
Dopo che la Corner ebbe tenuto a Venezia una pubblica disputa di filosofia in lingua greca e latina, il padre chiese che lo Studio di Padova assegnasse alla figlia la laurea in teologia; alla proposta si oppose il vescovo di Padova, il cardinale Gregorio Barbarigo, la cui autorizzazione, in qualità di cancelliere dell'Università, era vincolante. Egli sostenne che fosse «uno sproposito dottorar una donna» e che sarebbe stato un «renderci ridicoli a tutto il mondo». Il padre di Elena non cedette: nacque un fitto scambio epistolare tra i due uomini. Alla fine si raggiunse un compromesso: il vescovo concesse alla ragazza di laurearsi in filosofia: il 25 giugno 1678 Elena Cornaro sostenne la dissertazione e fu accolta nel Collegio dei medici e dei filosofi dello Studio padovano, benché non potesse comunque, in quanto donna, esercitare l'insegnamento.
Durante gli studi aveva vissuto sempre a Venezia, e si trasferì a Padova dopo la laurea andando ad abitare nel prestigioso Palazzo Corner - di cui fa parte l'odierno museo Loggia e Odeo Cornaro - fatto costruire dal trisnonno Alvise. Il suo fisico era ormai minato dai lunghi studi e dalle prove ascetiche a cui si era sottoposta; era spesso malata anche per lunghi periodi. A Padova proseguì a studiare con intensità. La sua salute si aggravò e morì di gangrena a soli trentotto anni il 26 luglio 1684; fu sepolta nella chiesa di Santa Giustina. Sembra che avesse disposto di distruggere tutti i suoi manoscritti e le poche carte restanti, consistenti in discorsi di argomento morale e religioso e in alcune poesie, pubblicate postume.
Le sue opere si erano limitate a quattro discorsi accademici riguardanti la religione, la politica e la morale, undici elogi, cinque epigrammi, un acrostico, sei sonetti e un'ode, oltre alla traduzione dallo spagnolo di un opuscolo spirituale di Giovanni Lanspergio, il Colloquio di Cristo all'anima devota, che fu pubblicata in cinque edizioni. «Scarsissimo o nullo è il valore di tutta cotesta letteratura ascetica e rimeria spirituale» fu il giudizio delle sue opere dato da Benedetto Croce, che la citò come esempio di un intero filone letterario minore del Seicento.

## Riconoscimenti
- Le è stato dedicato il Cratere Piscopia di 26km di diametro sul pianeta Venere[16].
- Nel Palazzo del Bo, sede dell'Università di Padova, è ricordata da una statua[8] e nella basilica di Sant'Antonio da un busto.
- Nella biblioteca del Vassar College a Poughkeepsie (NY) è ricordata in una vetrata a colori.
- Le è intitolato un passaggio nel centro cittadino a Padova.
- Le è intitolata la via ove è ubicata la Scuola primaria statale a Rolo (RE)
- Le è intitolata una piazza a Rubano (PD), una rotonda a Bologna, una via a Barzanò, a Cesa, a Stanghella (PD), a Cadoneghe (PD), a San Giorgio delle Pertiche (PD), a Torre del Greco e a San Donà di Piave (VE)
- Le sono dedicati alcuni istituti scolastici: il Liceo statale Ettore Majorana-Elena Corner a Mirano, L'Istituto professionale di Stato per l'enogastronomia e l'ospitalità alberghiera di Jesolo, l'Istituto Comprensivo Statale di Fossò, e inoltre le è stata intitolata l'aula magna dell'I.I.S Marconi di Imperia. In ambito universitario le sono state dedicate aule nella facoltà di Lettere e Filosofia dell'Università di Trento (aula numero 421), nel Palazzo Antonini dell'Università di Udine (aula 7).
- Le è stata dedicata una lapide sul muro di Ca' Farsetti a Venezia, lato calle del Carbon.
- Le è intitolata la biblioteca comunale di Episkopi, (vicino a Limassol), a Cipro.
- Il XV Municipio di Roma, con delibera n. 10 del 23 aprile 2012 le intitola il nuovo giardino di via della Magliana Antica.

## Opere
- Lettera ovvero colloquio di Christo N. R. all'anima devota composta dal R. P. D. Giovanni Laspergio in lingua spagnola e portata nell'italiana, Venetia, Giuliani, 1669.
- Helenae Lucretiae Corneliae Piscopiae opera quae quidem haberi potuerunt, Parmae, Rosati, 1688.